# NRG Стейдиъм
„NRG Стейдиъм“ (на английски: NRG Stadium) e мултифункционален стадион в Хюстън, Тексас, САЩ. На него домакинските си мачове игреае отборът по американски футбол „Хюстън Тексънс“. Първата копка е направена през 2000 година и е официално открит през 2002, като цената му е 352 милиона щ.д. и е първият стадион в НФЛ с подвижен покрив. Освен срещи по американски футбол на него се провеждат и футболни мачове, родео, концерти, мотокрос, кеч събития и други. Често мачове на него играят националните отбори по футбол на САЩ и Мексико.
Стадионът е част от комплекс от спортни съоръжение, носещ името NRG Park. До 2014 година носи името Reliant Stadium на компанията Reliant Energy, която е дъщерна на NRG Energy.
Това е един от стадионите, на който ще се играят мачове от Световното първенство по футбол през 2026.